# Wrzelowiec-Kierzki
Wrzelowiec-Kierzki (prononciation : [vʐɛˈlɔvjɛt͡s ˈkʲɛʂki]) est un village polonais de la gmina d'Opole Lubelskie dans le powiat d'Opole Lubelskie de la voïvodie de Lublin dans l'est de la Pologne.
Le village comptait approximativement une population de 60 habitants en 2004.

## Histoire
De 1975 à 1998, le village est attaché administrativement à l'ancienne voïvodie de Lublin.

Depuis 1999, il fait partie de la nouvelle voïvodie de Lublin.